# برج الرافعة الصفراء

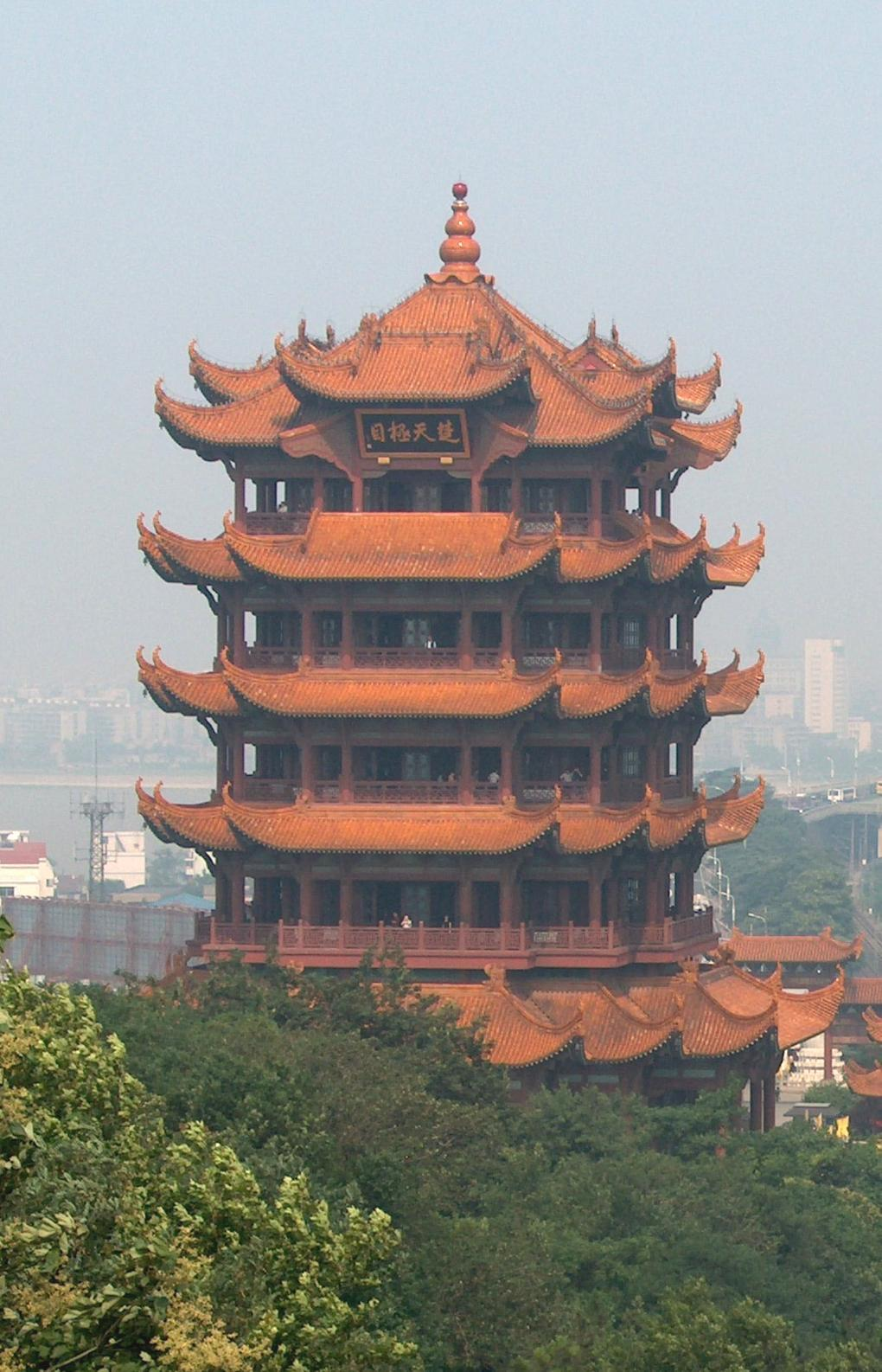
تم بناء برج الرافعة الصفراء الحديث عام 1985

برج الرافعة الصفراء (الصينية المبسطة: 黄鹤楼 ; الصينية التقليدية: 黃鶴樓) هو بُرج صيني تقليدي يقع في ووهان. تم بناء الهيكل الحالي في عام 1981 ، ولكن البُرج موجود في أشكال مختلفة مُنذ لا يتجاوز 223 م. يصل طول برج الرافعة الصفراء الحالي إلى 51.4 م (169 قدم) يغطي مساحة قدرها 3,219 م2 (34,650 قدم2) ويقع على تلة الأفعى ( 蛇山 ) ، على بعد كيلومتر واحد من الموقع الأصلي، وعلى ضفاف نهر اليانغتسى في منطقة ووشانغ.
يُعتبر البُرج مُوقعاً مقدس للطاوية. يقال إن لو دونغ بين يصعد إلى السماء من هناك، لو دونغ ؛ هو عالم و شاعر صيني و واحد من أكثر الآلهة المعروفة على نطاق واسع باسم الثمانية الخالدين لدى أتباع الطاوية. 
تم تمييز البرج والمناطق المُحيطة به على أنه مُنتزه برج الرافعة الصفراء. يتميز الجزء العلوي من البرج بإطلالة واسعة على المناطق المُحيطة به ونهر اليانغتسي. يُعتبر برج الرافعة الصفراء أحد الأبراج الأربعة الكبرى في الصين . هُناك رقصات في البلاط في الفناء الغربي خلال الاحتفال الذي يستمر أسبوعًا بالعيد الوطني للصين (1 أكتوبر). تم تصنيف البرج على أنه منطقة ذات مناظر خلابة AAAAA من قبل الإدارة الوطنية للسياحة الصينية.

## التاريخ

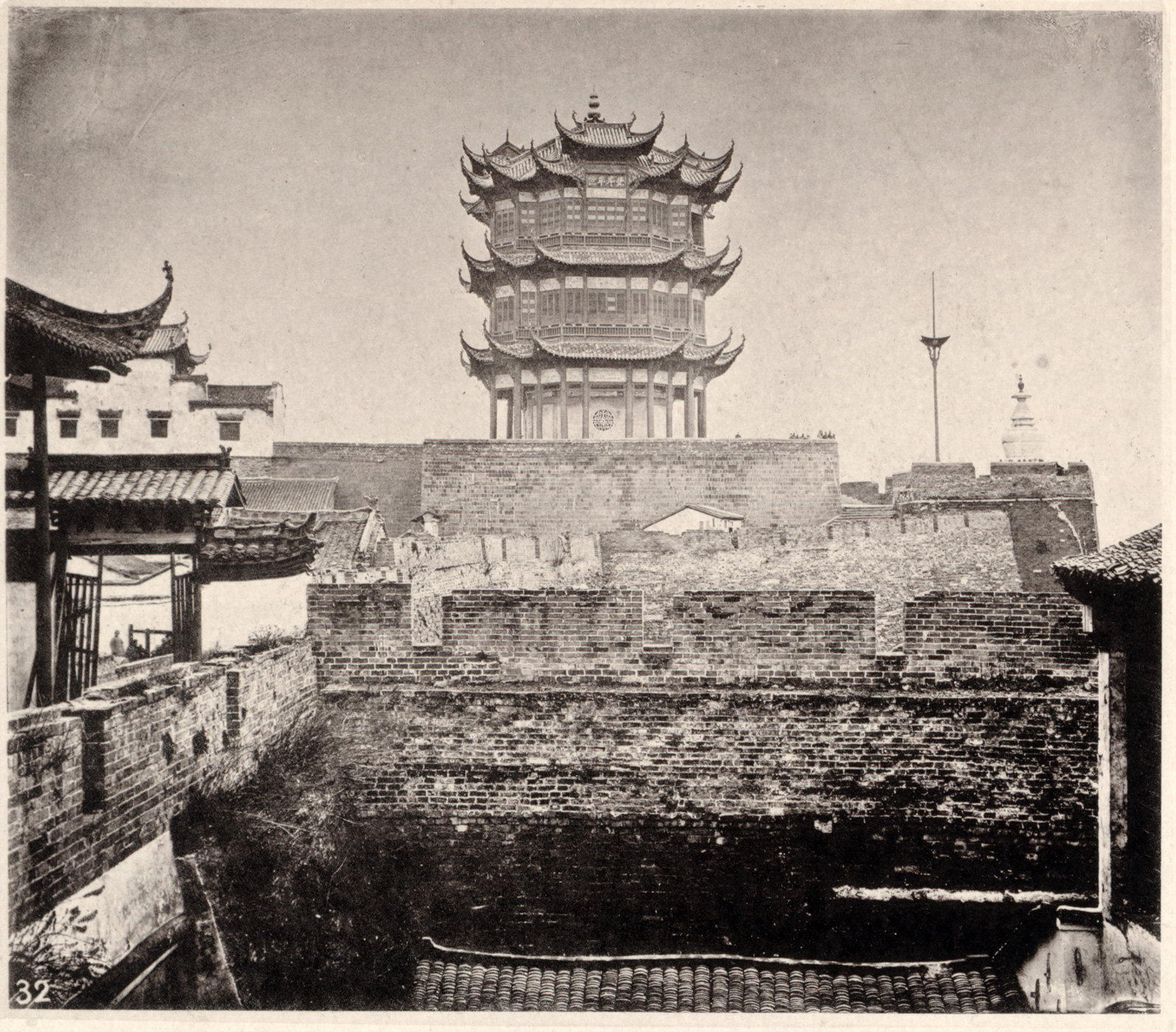
برج الرافعة الصفراء في 1871.

تشير خرائط وسجلات يوانخه للمحافظات والمقاطعات، المكتوبة بعد 600 عام تقريبًا من بناء البرج، إلى أنه بعد قيام سون تشوان، مؤسس مملكة وو الشرقية، ببناء حصن شياكو في عام 223 ، تم بناء برج في / على رصيف الرافعة الصفراء، غرب هانكو، ومن هنا جاء اسمه.
تم تدمير البرج اثني عشر مرة، سواء بالحرب أو بالنيران، في سلالات مينغ وتشينغ وتم إصلاحه في عشر مناسبات منفصلة. تم بناء البرج الأخير في الموقع الأصلي في عام 1868 وتم تدميره في عام 1884. في عام 1907 ، تم بناء برج جديد بالقرب من موقع برج الرافعة الصفراء. اقترح تشانغ زيتونغ "奧 略 樓" (برج Aoliaolou) كاسم لهذا البرج وكتب زوجًا متناقضًا له. في عام 1957، تم بناء جسر نهر ووهان اليانغتسي بقاعدة واحدة من الجسر في موقع برج الرافعة الصفراء. في عام 1981، بدأت حكومة مدينة ووهان إعادة بناء البرج في موقع جديد، على بعد حوالي كيلومتر واحد (0.62 ميل) من الموقع الأصلي، وتم الانتهاء منه في عام 1985.

## حماية الآثار
يبلغ ارتفاع ستوبا المُقدسة (الصينية المبسطة: 胜 像 宝塔) 9.36 مترًا وعرضها 5.68 مترًا. وهو مبني من الحجر الخارجي والطوب الداخلي، وأساسه الحجر، وتستخدم كمية صغيرة من الطوب في غرفة البرج الداخلية. وهو أقدم وأكمل مبنى مُنفرد تم الحفاظ عليه في الموقع السابق لبرج الرافعة الصفراء. ستوبا المُقدسة هي ستوبا البوذية التبتية التانترا البوذية، وهي أيضًا النوع الأول من ستوبا بعد البوذية الموروثة من الهند إلى الصين. وهي الستوبا البيضاء الوحيدة الموجودة على طراز لاما في ووهان، وتوفر مواد مادية مهمة لدراسة تاريخ ودين مدينة ووهان التاريخية والثقافية الشهيرة في أواخر عهد أسرة يوان وأوائل أسرة مينج.
يعد البرج أيضًا موقعًا مقدسًا للطاوية. يقال إن لو دونغبين (Lü Dongbin) يصعد إلى الجنة من هنا. يوجد كهف صغير في التل أسفل البُرج به تمثال لو دونغبين. يُسمى الكهف لو تسو دونغ [بحاجة لمصدر]، ويعني حرفياً كهف لو دونغبين.

## السياحة

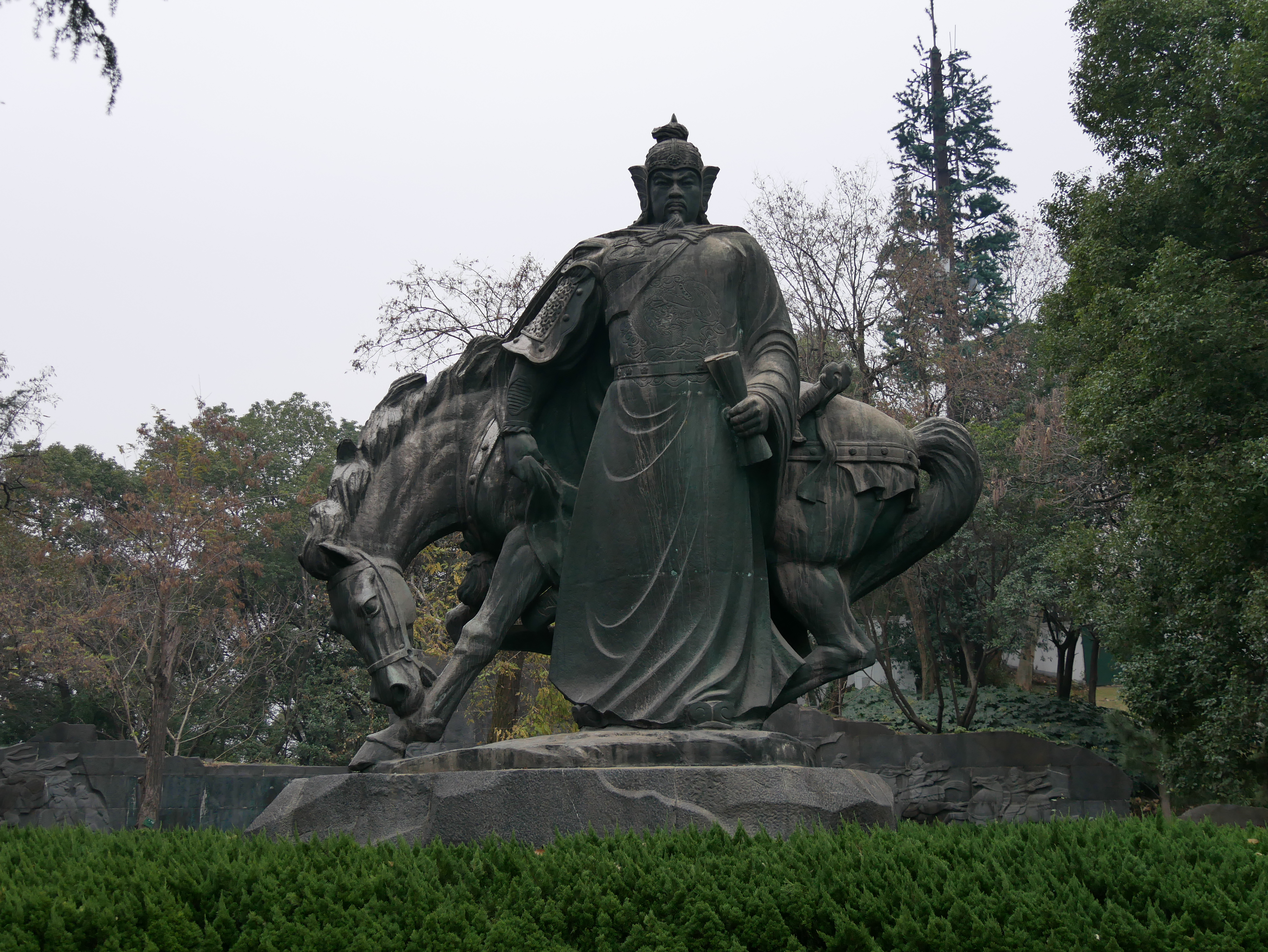
يقع تمثال يو في الذي يقع على بعد 612 متر شرقي برج الرافعة الصفراء

تم وضع علامة على البرج والمناطق المحيطة به على أنها حديقة برج الرافعة الصفراء. هناك خدمات الرحلات التي يُمكن استئجارها مقابل رسوم عند المدخل. يتمتع الجزء العلوي من البُرج بإطلالة واسعة على المناطق المحيطة به ونهر اليانغتسي. يعتبر برج الرافعة الصفراء أحد أبراج الصين الأربعة الكبرى. في نسخته الحديثة، يبدو وكأنه برج قديم ولكنه مبني من مواد حديثة، بما في ذلك مصعد. كل مستوى له عرضه الخاص. إلى الشرق على التل، قد يقرع السياح جرس معبد كبير مُقابل رسوم رمزية. تقام رقصات المحكمة في الساحة الغربية خلال الاحتفال باليوم الوطني لجمهورية الصين الشعبية الذي يستمر لمدة أسبوع. تم تصنيف البرج على أنه منطقة ذات مناظر خلابة AAAAA من قبل إدارة السياحة الوطنية الصينية. في الجانب الجنوبي من البرج، يوجد تمثال ليوي فيي (جنرالًا عسكريًا صينيًا) لأنه كان حامي هذه المنطقة في عهد أسرة سونغ.

## المعرض

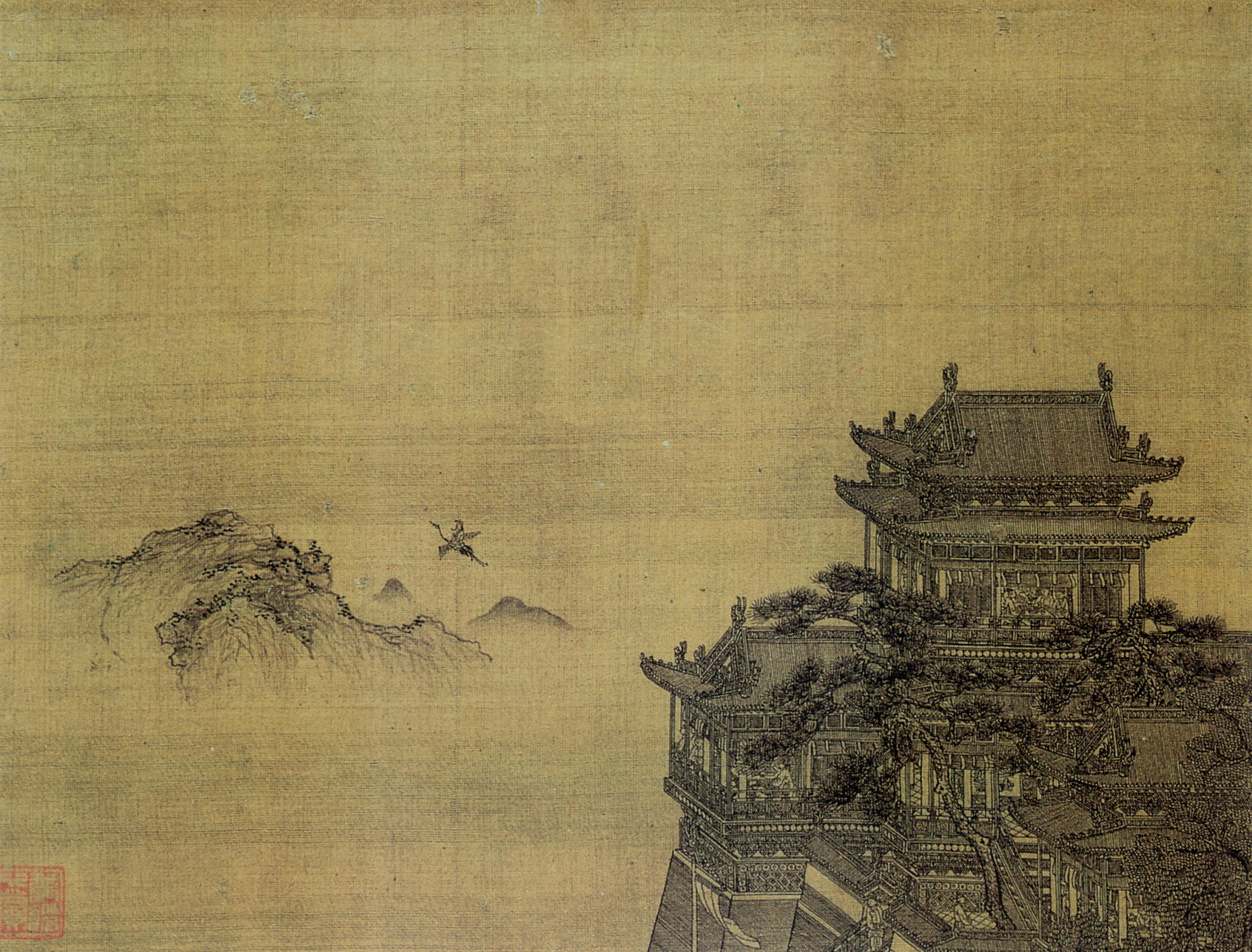
برج الرافعة الصفراء من تأليف شيا يونغ ، أسرة يوان
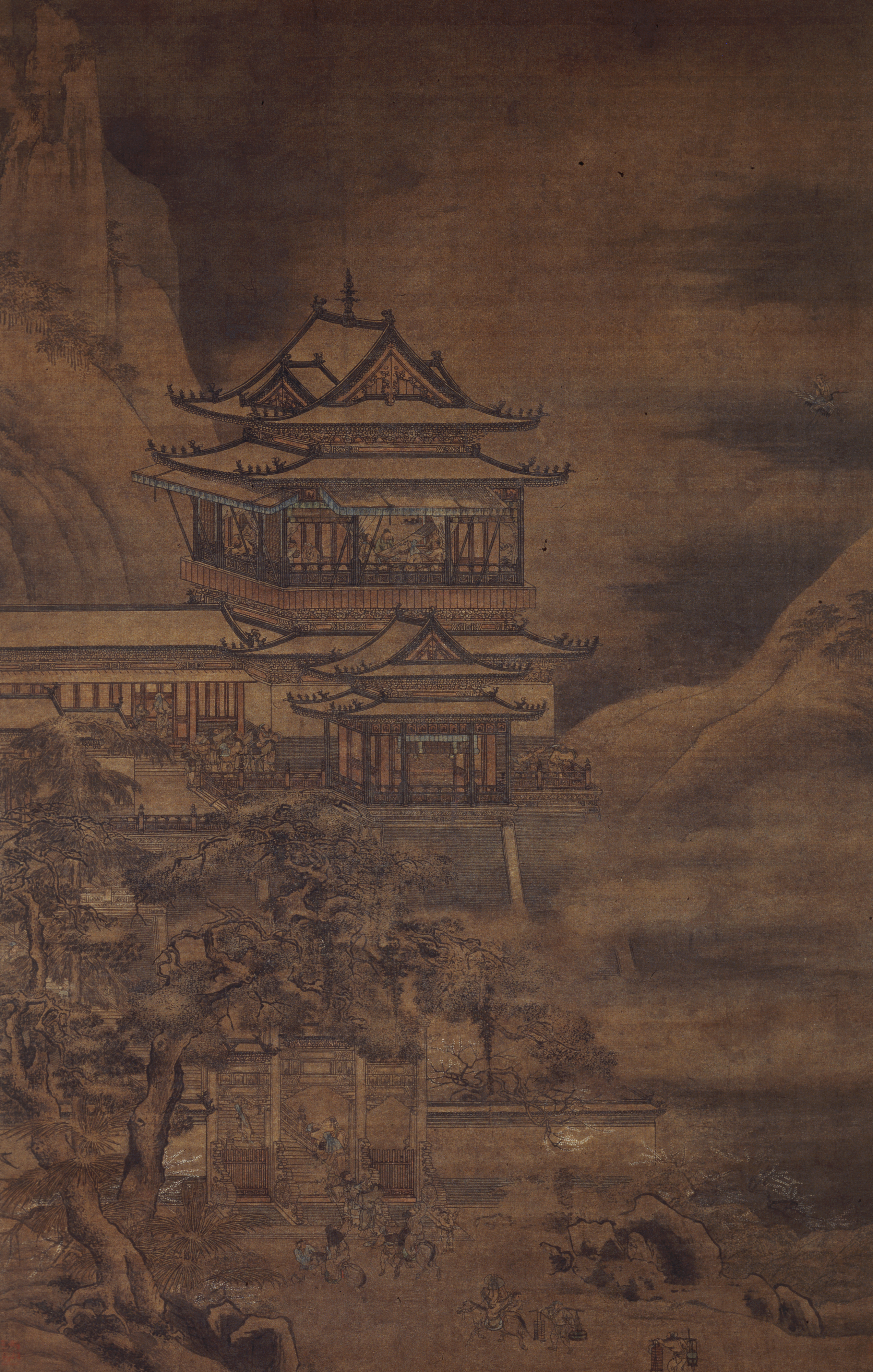
برج الرافعة الصفراء بواسطة إن تشانغوين ، أسرة مينغ
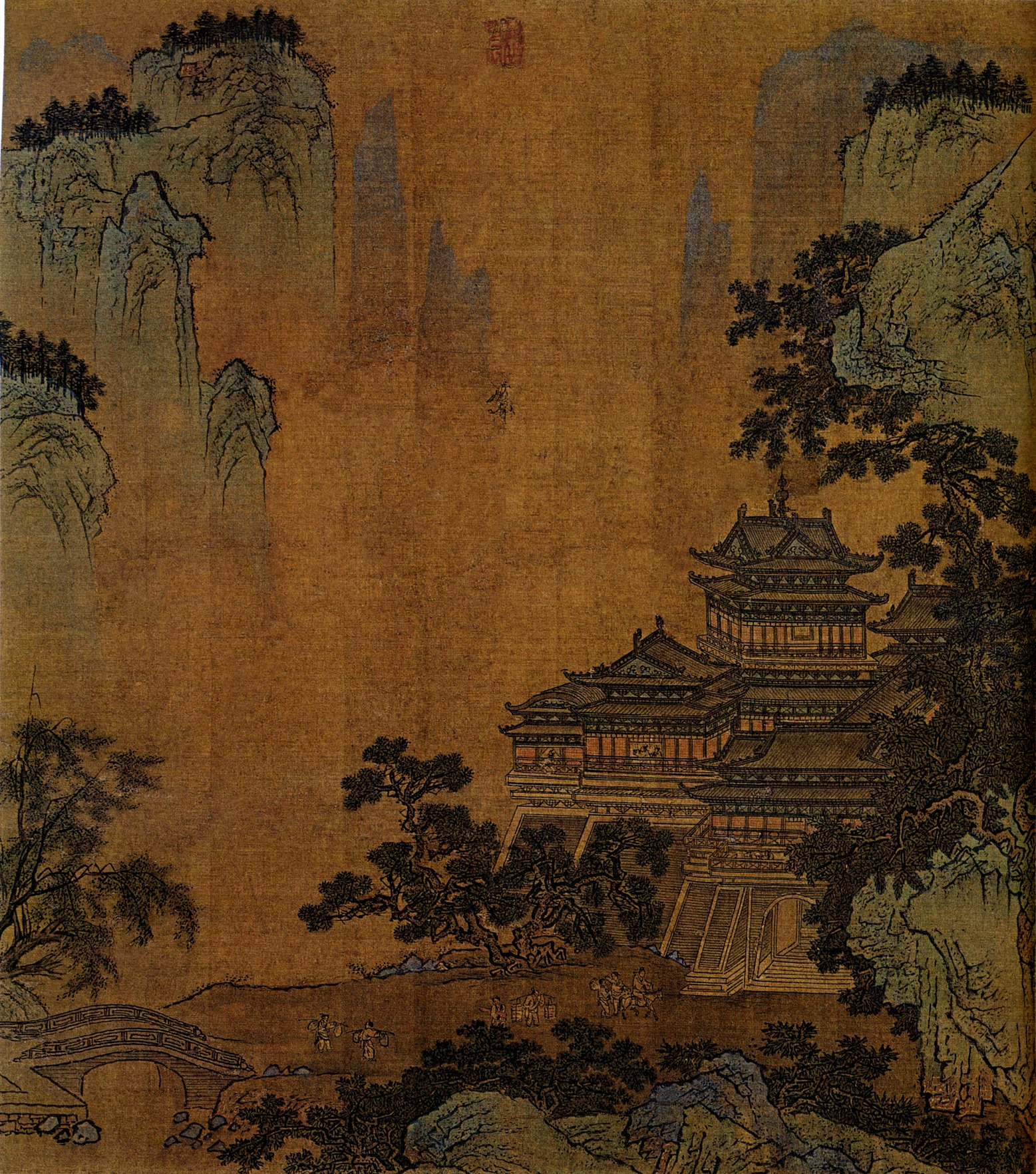
برج الرافعة الصفراء من قبل مجهول ، سلالة مينغ

## روابط خارجية
- الموقع الرسمي لبرج الرافعة الصفراء نسخة محفوظة 28 فبراير 2010 على موقع واي باك مشين.
- 81641900 برج الرافعة الصفراء على خريطة الشارع المفتوحة